# Lista de governadores da Fortaleza de São João Batista da Ilha Terceira

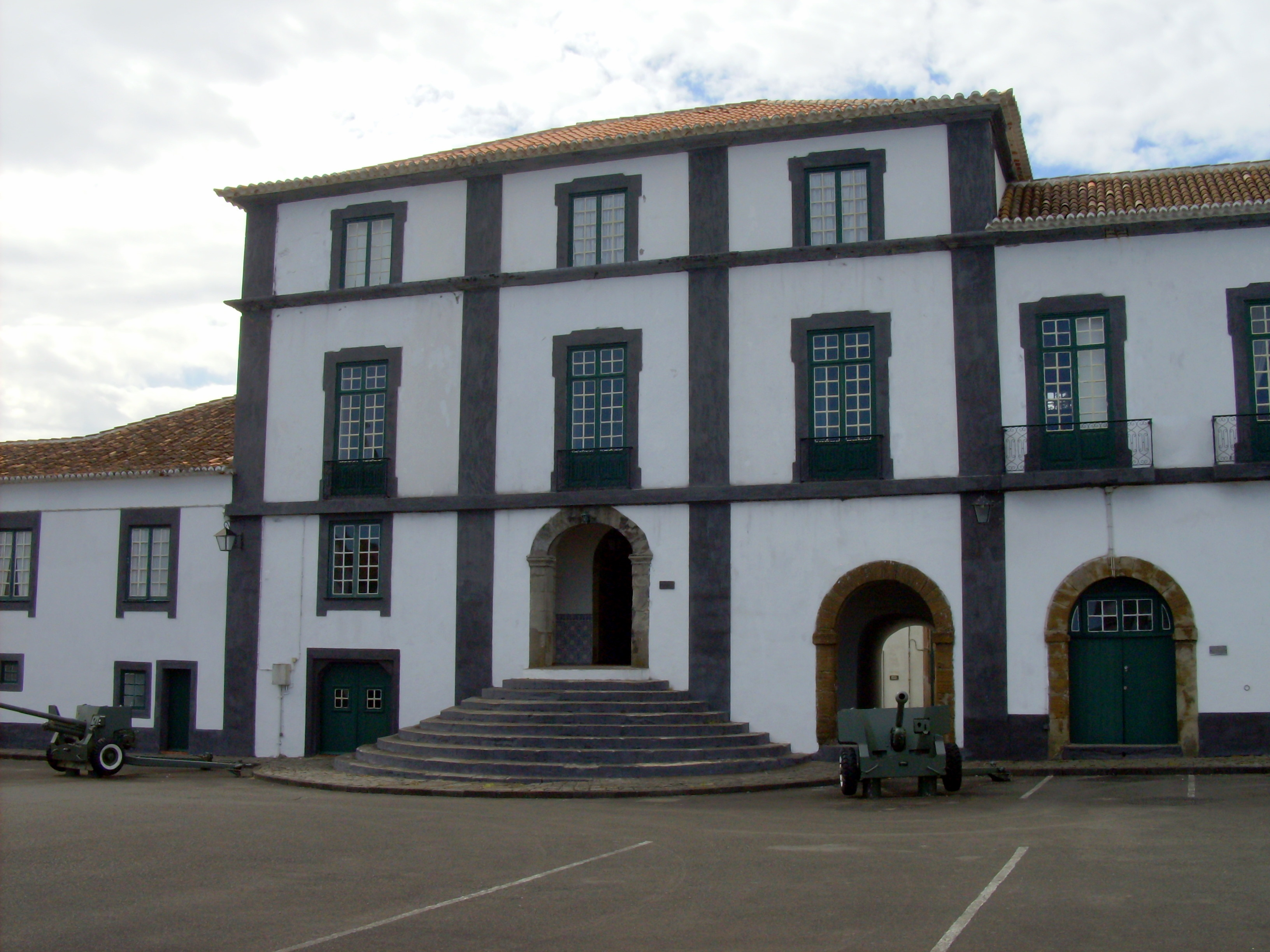
Fortaleza de São João Baptista, Angra do Heroísmo: Palácio dos Governadores.

Esta é uma lista dos governadores da Fortaleza de São João Baptista em Angra do Heroísmo, na Ilha Terceira, nos Açores.
Embora não haja sido publicada até ao presente uma relação fidedigna dos governadores da praça, a relação abaixo baseia-se em ARAÚJO (1973):

## Governadores

### Governadores Castelhanos

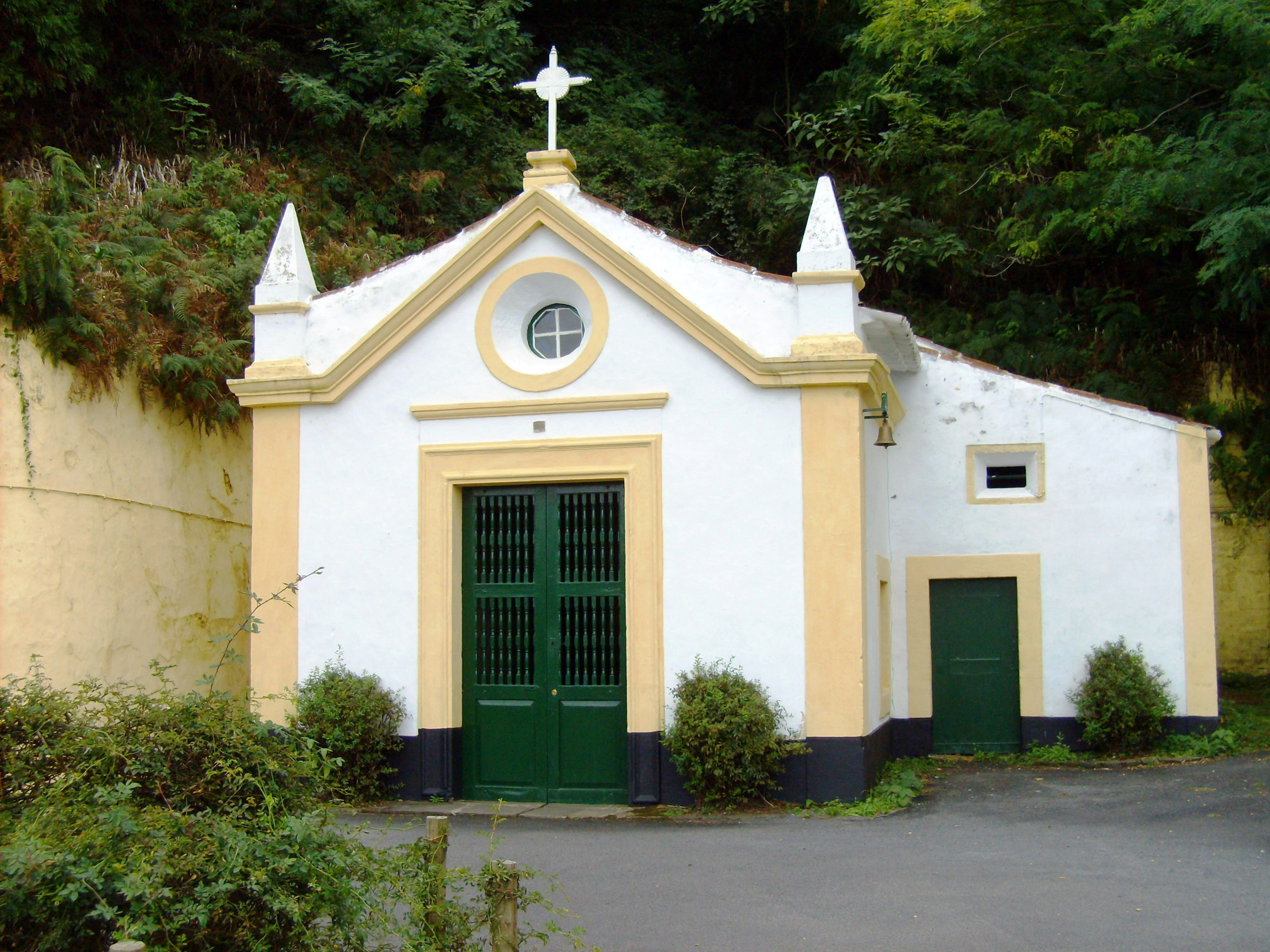
Fortaleza de São João Baptista, Angra do Heroísmo: Ermida de Santo António.

- 1583 – 1591 – Mestre-de-campo Juan de Urbina (também grafado como "d'Horbina");
- 1591 – 1592 - Capitão Diego Soares Y Salazar;
- 1592 – 1594 – Mestre-de-campo D. António de la Puebla;
- 1594 – 1600 – Mestre-de-campo D. António Sentono;
- 1600 - 29 de maio de 1601 - Marechal-de-campo D. Diego de Miranda Queiroz (também grafado como "Diogo");
- 29 de maio de 1601 - 1602 – Capitão Pedro de Herédia (interino);
- 1602 - 12 de novembro de 1607 – Marechal-de-campo D. Diogo de Miranda Queiroz;
- 12 de novembro de 1607 - 1609 - Capitão Francisco de La Rua (interino);
- 1609 - 16?? – Capitão D. Pedro Sarmiento;
- 16?? - 1614 - um irmão do Capitão D. Pedro Sarmiento;
- 1614 - 1615 – Capitão D. João Pestana (ou Ponce);
- 1615 - 23 de outubro de 1618 – Mestre-de-campo D. Gonçalo Mexia (também grafado como "Mechia"; ergueu a Ermida de Santo António e a Quinta do Regalo);
- 1618 – Sargento-mor Alonso Verdejo (interino);
- 1618 - 2 de maio de 1621 – Mestre-de-campo D. Juan Ponce de Leon;
- 1621 – Tenente D. Alonzo Zimbron (interino);
- 1621 - 14 de março de 1625 – Mestre-de-campo D. Pedro Estebán de Ávila;
- 14 de junho de 1625 - 1628 – Mestre-de-campo D. Inigo Hurtado de Corenera y Mendonza (também grafado "Cercuera");
- 1628 - 1639 – Mestre-de-campo D. Diego Fajardo (também grafado "Diogo");
- 1639 - 4 de março de 1642 – Mestre-de-campo D. Álvaro de Viveiros.

### Governadores Portugueses (séculos XVII e XVIII)
- 4 de março de 1642 - Capitão João de Bettencourt Vasconcelos;
- 1642 - Capitão-general de Mar-e-Terra António Saldanha;
- 16 de março de 1642 – 2 de maio de 1645 - Mestre-de-campo Manuel de Sousa Pacheco;
- 2 de maio de 1645  –  8 de abril de 1651 – Mestre-de-campo Miguel Pereira Borralho;
- 8 de abril de 1651 - 12 de abril de 1654 – Mestre-de-campo Francisco Luís de Vasconcelos;
- 12 de abril de 1654 - 30 de setembro de 1655 – Tenente Sebastião Cardoso Machado (interino);
- 30 de setembro de 1655 - 6 de julho de 1656 - Sargento-mor António do Canto e Castro;
- 6 de julho de 1656 - 4 de fevereiro de 1660 – João de Sequeira Vasconcelos Varejão;
- 4 de fevereiro de 1660 - 24 de abril de 1664 - Francisco Ornelas da Câmara;
- 24 de abril de 1664 - 1666 - Tenente do Castelo (interino);
- 1666 - 20 de novembro de 1672 – Mestre-de-campo Sebastião Correia de Lorvela;
- 20 de Novembro de 1672 - 25 de agosto de 1674 - Manuel Nunes Leitão;
- 25 de agosto de 1674 - 1675 – Tenente-general António Coelho de Castro;
- 1675 - 1682 – Fidalgo António Nunes Porto (também grafado “Preto”);
- 1682 - 23 de junho de 1687 – Fidalgo Martim Afonso de Melo;
- 23 de junho de 1687 - 169? - Alexandre de Sousa Azevedo;
- 1690 (?) - 1694 (?) - João Tristão;
- 8 de outubro de 1694 - 1697 - Manuel de Magalhães Sequeira;
- 1697 - 1702 - André Cossaco;
- 1702 – 31 de agosto de 1707 – D. João Henrique;
- 31 de agosto de 1707 – 30 de junho de 1709 – Luís de Brito do Rio;
- 30 de junho de 1709 – 17?? – António do Couto de Castelo Branco;
- 1719 (?) – 31 de janeiro de 1721 – Francisco Henriques de Miranda;
- 31 de janeiro de 1721 – 1737 (?) – Manuel Escudeiro Ferreira de Sousa;
- 1737 (?) – 1745 (?) Guilherme Falcato Madureira;
- 1745 (?) – 29 de maio de 1745 – Diogo Monroy de Vasconcelos;
- 29 de maio de 1745 – abril de 1757 (?) - Teodoro de Carvalho;
- abril de 1757 (?) – 1762 (?) – Francisco da Costa Franco.

O Regimento de 2 de agosto de 1766, que instituiu o cargo de Governador e Capitão-general dos Açores, aboliu o cargo de Governador do Castelo. A partir de então, pelo chamado "Regimento Insulano", as suas funções passaram a ser exercidas pelo comandante do Regimento de Artilharia ali aquartelado. A partir desse novo ordenamento, exerceram o cargo os seguintes oficiais:
- 1766 – 1774 - Coronel António Freire de Andrade;
- 1774 – 1799 (?) – Francisco Alberto Malheiro;

...

### Governadores Portugueses (século XIX)
- 1811 (?) – 1818 (?) - Coronel de Artilharia Caetano Paulo Xavier;
- 1818 (?) – 18?? – Teófilo Rogério de Andrade;
- 1823 (?) – 18?? – Manuel José Coelho Borges;
- 18?? – 1828 - Capitão de Fragata Teófilo Rogério de Almeida;
- 1828 – 1829 – José Quintino Dias;
- 1829 - 1830 - Coronel de Cavalaria José António da Silva Torres.

No momento de sua instalação, a Regência de Angra, por Decreto de 15 de março de 1830, suprimiu o cargo de Governador e Capitão-general dos Açores, passando o comando de todas as forças militares da Ilha Terceira a António José de Sousa Manuel de Menezes Severim de Noronha, sétimo conde e marquês de Vila Flor, depois duque da Terceira. Neste período, os comandantes da fortaleza passaram a ser nomeados, a saber:
- 25 de abril de 1832 – Por Portaria, Tenente-Coronel de Artilharia Joaquim Pereira Marinho;
- 30 de julho de 1832 – Tenente-coronel Ricardo José Botelho;
- 1 de fevereiro de 1835 – Pela Ordem nr. 8, Tenente-coronel José Feliciano Farinha;
- 1836 – Coronel Joaquim Severino de Sequeira (também grafado de Cerqueira);
- 17 de outubro de 1846 - Tenente-coronel de Artilharia António Homem da Costa Noronha;
- 1851 – Por Ordem Especial nr. 28, Brigadeiro graduado João Firmino de Lemos Corte-Real;
- 1854 – Brigadeiro graduado Francisco de Paula Cáceres;
- 28 de janeiro de 1859 - Brigadeiro graduado Duarte José Fava;
- 1864 – Por Ordem Especial nr. 2245, Coronel de Artilharia Roque Francisco Furtado;
- 12 de junho de 1866 – Coronel de Artilharia Francisco de Paula Luz Lobo;
- 10 de março de 1869 – Coronel de Artilharia Francisco Maria Melquíades da Cruz Sobral;
- 22 de junho de 1870 – Coronel de Artilharia Francisco de Paula Luz Lobo;
- 1874 – Por Ordem Especial nr. 70, Brigadeiro Joaquim Zeferino de Sequeira;
- 24 de dezembro de 1875 - Coronel de Artilharia José Domingos de Oliveira;
- 1876 – Coronel de Artilharia Jerónimo José Correia de Carvalho;
- 1879 – Por Ordem Especial nr. 38, Coronel de Infantaria Casimiro Barreto dos Santos;
- 1881 – Por Ordem Especial nr. 38, Coronel de Infantaria João António Martins;
- 1884 – Por Ordem Especial nr. 14, Coronel de Infantaria Domingos António Gomes;
- 1886 – Por Ordem Especial nr. 2, Coronel de Infantaria Francisco António de Sequeira;
- 1887 – Por Ordem Especial nr. 23, General de Brigada António José Botelho da Cunha;
- 1889 – Por Ordem Especial nr. 13, General de Brigada José Maria Lage (também grafado José da Silva Lage);
- 1893 – Por Ordem Especial nr. 16, General de Brigada José António Malaquias de Almeida e Sá;
- 1895 – Por Ordem Especial nr. 12, General de Brigada Luís Cabral Gordilho de Oliveira Miranda;
- 1895 – General de Brigada Manuel Joaquim da Silva Mata;
- 1896 –Por Ordem Especial nr. 12, General de Brigada Elesbão F. Bettencourt Lapa, visconde de Vila Nova de Ourém;
- 1897 – Por Ordem Especial nr. 3, General de Brigada Pedro Coutinho da Silveira Ramos;
- 1897 – Por Ordem Especial nr. 6, General de Brigada António Eugénio de Ribeiro de Almeida;
- 1897 – Por Ordem Especial nr. 15, General de Brigada Frederico Augusto de Almeida Pinheiro;
- 1900 – Por Ordem Especial nr. 7, General de Brigada Júlio César Ferreira Quaresma;
- 1900 – Por Ordem Especial nr. 24, General de Brigada Sebastião de Souza Dantas Baracho.

## Lista de Governadores
| #     | Nome (nascimento–morte)                       | Retrato | Início do mandato | Fim do mandato | Notas                                          | ???   |
| , 1–1 | , 1–1                                         | , 1–1   | , 1–1             | , 1–1          | , 1–1                                          | , 1–1 |
| ----- | --------------------------------------------- | ------- | ----------------- | -------------- | ---------------------------------------------- | ----- |
| #     | Joaquim Pereira Pimenta de Castro (1846–1918) |         | 1901              | -              | - Por Ordem Especial nr. 3, General de Brigada |       |

- 1903 – Por Ordem Especial nr. 20, General de Brigada José Belchior Pinto Garcez;
- 1906 – Por Ordem Especial nr. 25, Coronel Elias José Coelho;
- 1907 – Por Ordem Especial nr. 23, General de Brigada Elias José Coelho;
- 1 de dezembro de 1910 - Coronel de Infantaria Estácio Garcia Utra (interino).

Em função do disposto no Art. 318 da Organização do Exército Português de 1911, o governo da fortificação passou a ser exercido pelo Oficial superior mais graduado, ou mais antigo, da unidade militar ali aquartelada. Desse modo, exerceram a função:
- 9 de julho de 1911 – Coronel de Infantaria Estácio Garcia Ultra;
- 10 de julho de 1911 – Tenente-coronel Augusto César Pires Soromenho (interino);
- 2 de novembro de 1911 – Coronel de Infantaria Valeriano José da Silva;
- 15 de julho de 1913 – Por Ordem do CMA nr. 185, Major de Infantaria António Luís Serrão de Carvalho;
- 5 de setembrode 1913 – Por Ordem do CMA nr. 233, Major Veríssimo José de Andrade;
- 13 de setembro de 1913 – Por Ordem do CMA nr. 242, Major Valeriano José da Silva;
- 7 de novembro de 1913 – Por Ordem do CMA nr. 296, Major Veríssimo José de Andrade;
- 1 de dezembro de 1913 – Por Ordem do CMA nr. 322, Major António Luís Serrão de Carvalho;
- 10 de dezembro de 1913 – Por Ordem do CMA nr. 330, Major Veríssimo José de Andrade;
- 2 de janeiro de 1914 – Por Ordem do CMA nr. 365, Major António Luís Serrão de Carvalho;
- 26 de janeiro de 1914 – Por Ordem do CMA nr. 27, Tenente-coronel Augusto Jacinto Martins Ferreira;
- 10 de abril de 1914 – Por Ordem do CMA nr. 101, Coronel António Francisco Martins;
- 1 de dezembro de 1914 – Por Ordem do CMA nr. 328, Tenente-coronel Francisco Augusto da Costa Martins;
- 12 de dezembro de 1914 – Por Ordem do CMA nr. 339, Coronel António Francisco Martins;
- 1 de maio de 1915 – Por Ordem do CMA nr. 108, Tenente-coronel Veríssimo José de Andrade;
- 10 de maio de 1915 – Por Ordem do CMA nr. 117, Major Pedro de Paula Pinheiro Machado;
- 31 de maio de 1915 – Por Ordem do CMA nr. 138, Tenente-coronel Veríssimo José de Andrade;
- 10 de junho de 1915 – Por Ordem do CMA nr. 148, Major Pedro de Paula Pinheiro Machado;
- 16 de agosto de 1915 – Por Ordem do CMA nr. 215, Tenente-coronel Veríssimo José de Andrade;
- 26 de janeiro de 1916 – Por Ordem do CMA nr. 26, Coronel António Francisco Martins;
- 26 de março de 1916 – Por Ordem do CMA nr. 78, Tenente-coronel Veríssimo José de Andrade;
- 1 de abril de 1916 – Por Odem do CMA nr. 84, Coronel António Francisco Martins;
- 20 de setembro de 1916 –Por Ordem do CMA nr. 236, Capitão José Pedro Soares;
- 11 de dezembro de 1917 – Por Ordem do CMA nr. 345, Capitão Alberto Brito Borges da Costa;
- 5 de janeiro de 1919 – Por Ordem do CMA nr. 1, Major José Pedro Soares;
- 27 de janeiro de 1919 – Por Ordem do CMA nr. 7, Coronel João de Sousa da Rosa Júnior;
- 20 de fevereiro de 1920 – Por Ordem do CMA nr. 3, Coronel de Infantaria Pedro de Paula Pinheiro Machado;
- 10 de junho de 1920 – Por Ordem do CMA nr. 10, Tenente-coronel Manuel de Serpa Bulcão;
- 13 de julho de 1920 – Por Ordem do CMA nr. 13, Coronel Pedro de Paula Pinheiro Machado;
- 20 de agosto de 1921 – Por Ordem do CMA nr. 34, Tenente-coronel António Silveira Lopes;
- 27 de agosto de 1921- Por Ordem do CMA nr. 35, Coronel Pedro de Paula Pinheiro Machado;
- 26 de setembro de 1921 – Por Ordem do CMA nr. 36, Tenente-coronel Manuel de Serpa Bulcão;
- 21 de outubro de 1921 – Por Ordem do CMA nr. 41, Tenente-coronel António Silveira Lopes;
- 26 de outubro de 1921 – Por Ordem do CMA nr. 42, Coronel Pedro de Paula Pinheiro Machado;
- 4 de dezembro de 1921 – Por Ordem do CMA nr. 54, Coronel Manuel de Serpa Bulcão;
- 1922 – Por Ordem do CMA nr. 1, Coronel Pedro de Paula Pinheiro Machado (nomeado desde 30 de dezembro de 1921);
- 17 de janeiro de 1923 – Tenente-coronel António Silveira Lopes;
- 25 de janeiro de 1923 – Coronel Pedro de Paula Pinheiro Machado;
- 7 de março de 1923 – Por Ordem do CMA nr. 8, Tenente-coronel António Silveira Lopes;
- 16 de junho de 1923 – Por Ordem do CMA nr.24, Coronel Pedro de Paula Pinheiro Machado;
- 4 de julho de 1923 – Por Ordem do CMA nr. 28, Tenente-coronel António Silveira Lopes;
- 15 de julho de 1923 – Por Ordem do CMA nr. 32, Tenente-coronel Eduardo Gomes da Silva;
- 13 de agosto de 1923 – Por Ordem do CMA nr. 35, Tenente-coronel António Silveira Lopes;
- 30 de outubro de 1925 – Por Ordem do CMA nr. 22, Coronel José Pedro Soares;

A Reorganização do Exército Português de 1927 instituiu o cargo de Governador Militar dos Açores, que acumula as suas funções com as de Comandante da Fortaleza.
- 192? – 1931 - Coronel de Infantaria Henrique Gomes da Silva Júnior;
- 1931 - Major Manuel de Mesquita;
- 1931 – 1934 - Coronel de Infantaria Eduardo Gomes da Silva;
- 1934 – 1938 - ??;
- 1938 – 1939 - Major de Infantaria Albano Augusto Dias;
- 1939 – 1940 - Tenente-Coronel de Infantaria João Alpoim Borges do Canto;
- 1940 – 1941 - Tenente-Coronel de Infantaria Aníbal Gonçalves Paul;
- 1941 – 1942 - Tenente-Coronel de Infantaria António Silveira de Bettencourt;
- 1942 – 1943 - Major de Infantaria José Maria Coelho da Mota;
- 1943 – 1944 - Major de Infantaria Antero Figueiredo Alves;
- 1944 – 1945 - Major de Infantaria João Pascoal Machado de Benevides;
- 1945 – 1946 - Tenente-Coronel de Infantaria Francisco Maria da Costa Andrade;
- 1946 - Tenente-Coronel de Infantaria Vitorino Rodrigues Corvo;
- 1946 – 1951 - Major de Infantaria Miguel Cristóvão de Araújo;
- 1951 – 1954 - Tenente-Coronel de Infantaria Frederico Augusto da Silva Júnior;
- 1954 – 1956 - Tenente-Coronel de Infantaria João Miguel da Rocha Abreu;
- 1956 – 1957 - Tenente-Coronel de Infantaria Adelmiro Costa Nunes Correia;
- 1957 – 1958 – Major / Tenente-Coronel Joaquim de Sousa Xavier;
- 1958 – 1959 - Major de Infantaria José Manuel Celestino Soares da Costa Ferreira;
- 1960 – 1962 - Tenente-Coronel de Infantaria José Frederico Porto de Assa Castelo Branco;
- 1962 – 1963 - Tenente-Coronel de Infantaria Manuel Maria de Castelo Branco Vieira;
- 1963 – 1967 - Tenente-Coronel de Infantaria Fernando Manuel Garrido Borges;
- 1966 – 1967 - Tenente-Coronel de Infantaria Renato Nunes Xavier;
- 1967 - Tenente-Coronel de Infantaria Mário Miguel Martins Macedo;
- 1967 – 1968 - Tenente-Coronel de Infantaria Orlando J. C. Marques Pinto;
- 1968 – 1969 - Tenente Coronel Francisco Manuel Brandão Loureiro;
- 1969 - Tenente Coronel de Infantaria Orlando da Silva Andrade;
- 1969 – 1971 - ??;
- 1971 – 1972 - Tenente Coronel de Infantaria José Carlos Rodrigues Coelho;
- 1973 – 1974 - Tenente Coronel de Infantaria Manuel José Morgado;
- 1974 – 1975 - Major de Infantaria Alcino de Jesus Raiano;
- 1975 – 1977 - Tenente Coronel de Infantaria Alveno Soares Paula de Carvalho;
- 1977 – 1978 - Coronel de Infantaria Alfredo Henriques Peixoto;
- 1978 – 1981 - Coronel de Infantaria Pedro Pereira Rosário Santos;
- 1981 – 1983 - Coronel de Infantaria João de Castro Marques de Pereira;
- 1983 – 1984 - Coronel de Infantaria Eurico Queiroz de Sousa Azevedo;
- 1984 – 1986 - Coronel de Infantaria Renato Vieira de Sousa;
- 1986 – 1988 - Coronel de Infantaria Américo das Dores Moreira;
- 1988 – 1990 - Coronel de Infantaria José Manuel de Ataíde Montez;
- 1990 – 1992 - Coronel de Infantaria Alberto Hugo Rocha Lisboa;
- 1993 – 1995 - Coronel de Infantaria Helder Fernando Vagos Lourenço;
- 1995 – 1996 - Coronel de Infantaria Aprígio Ramalho;
- 1996 – 1997- Coronel Henrique José P. C. de Azevedo;
- 1997 – 1999 - Coronel de Infantaria João Rodrigo Silva Ramalho Rocha;
- 1999 – Tenente-coronel de Infantaria António José Augusto;
- 1999 – 2001 - Coronel de Infantaria Vasco Augusto Pinheiro Gonçalves Capaz;
- 2001 – 2003 - Coronel de Infantaria Comando José António da Silva Conceição;
- 2003 – 2005 - Coronel de Infantaria Joaquim Manuel Carreto Cuba
- 2005 – 2007 - Coronel de Infantaria Manuel Caroço Prelhaz
- 2007 - 2008 - Coronel de Infantaria Manuel da Silva
- 2008 - 2010 - Coronel de Infantaria José Eduardo de Sousa Ferradeira Abraços
- 2010 - 2011 - Coronel de Infantaria Nuno Bastos Rocha
- 2011 - 2013 - Coronel de Infantaria António Alberto dos Santos Araújo
- 2013 - 2015 - Coronel de Infantaria Carlos Manuel Filipe
- 2015 - 2018 - Coronel de Infantaria Sebastião Rebouta Macedo
- 2018 - 2019 - Coronel de Infantaria Jaime Ventura Morais Queijo
- 2019 -          - Coronel de Infantaria João Manuel Mendonça Roque